# روبرتو بونازی
روبرتو بونازی (انگلیسی: Roberto Bonazzi؛ زادهٔ ۲۹ ژوئیهٔ ۱۹۷۱) بازیکن فوتبال اهل ایتالیا است.
از باشگاه‌هایی که در آن بازی کرده‌است می‌توان به باشگاه فوتبال مونتسا، باشگاه فوتبال آ. ث. لومتزانه، و باشگاه فوتبال یو. اس. پرگولیتزه اشاره کرد.